# Hemibagrus peguensis
Hemibagrus peguensis es una especie de pez de la familia Bagridae en el orden de los Siluriformes.

## Morfología
Los machos pueden llegar alcanzar los 29,1 cm de longitud total.

## Distribución geográfica
Se encuentra en la cuenca del río Irrawaddy en Birmania.